# Irlanda celta
Irlanda celta o Irlanda gaèlica, correspon a l'ordre polític establert a l'illa d'Irlanda fins a la conclusió de la seva conquesta per part dels Tudor. Durant la major part d'aquest període, Irlanda va ser un mosaic de clans i tribus organitzades al voltant de quatre províncies històriques que competien contínuament pel control del territori i els recursos: Leinster (Laighin), Connacht (Connachta), Munster (An Mhumhain) i Ulster (Cúige Uladh). Aquests petits regnes independents es denominaven túath, i entre aquests, destacaven Connacht i Ulster. La seva principal activitat consistia en la ramaderia, encara que també practicaven l'agricultura.
A la fi del segle xii es va produir la invasió normanda, que situaria una part important de l'illa sota el control de la noblesa cambro-normanda. Aquesta àrea controlada pels invasors rebria el nom de senyoriu d'Irlanda. No obstant això, durant els segles següents, la Irlanda gaèlica recuperaria terreny, bé mitjançant la conquesta, o mitjançant l'assimilació cultural dels nouvinguts. A la fi del segle xv, únicament una petita franja de terreny al voltant de Dublín (coneguda com la Palissada) quedava fora de la influència gaèlica.
No obstant això, l'accés al poder de la dinastia Tudor al Regne d'Anglaterra provocaria una sèrie de campanyes militars per sotmetre la resistència de la noblesa gaèlica. El 1541, el senyoriu d'Irlanda es va transformar en el Regne d'Irlanda, la corona del qual quedava en mans del rei d'Anglaterra. La posterior fugida dels comtes, el 1607, significaria la fi de la conquesta Tudor de l'illa i de la Irlanda cèltica pròpiament dita.

## Estructura política
L'ordre gaèlic estava format per un mosaic de regnes que competien pels recursos i pel territori: s'expandien o es contreien segons la capacitat dels seus governants. A partir del segle vii, tots aquests estats van passar a estar nominalment sota el comandament d'un rei suprem; no obstant això, fins al segle xi amb Brian Boru, aquest títol de rei suprem no suposava cap poder efectiu a l'estil dels reis de l'Europa continental. A partir de Boru, la lluita pel títol d'Ard Rí es va reduir a un grapat de famílies (O'Brien de Munster, McLochlainn del Cenél nEógain, O'Connor de Connacht). En vespres de la invasió normanda de 1169, el procés d'organització territorial estava pràcticament liquidat i els antics regnes i subregnes provincials s'havien transformat en feus.

### La successió i l'estructura de clans

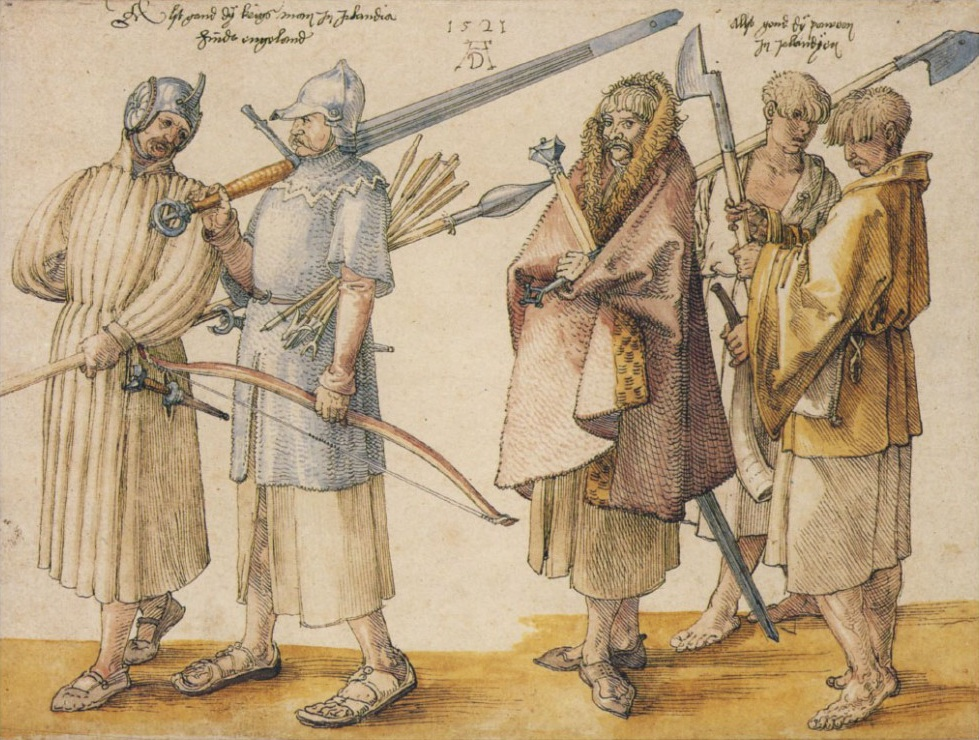
Un dibuix de 1521 d'Albrecht Dürer de soldats irlandesos a les regions baixes de la Irlanda cèltica

El règim social estava basat en el sistema de clans. Amb freqüència, es pensa que aquests es basaven únicament en llaços de sang; tanmateix, això no era exactament així, ja que també les persones adoptades o educades en el si del clan, així com aquelles que es vinculaven voluntàriament al clan per motius estratègics, en formaven part amb tot el dret. Segons Nicholls, un clan gaèlic hauria de ser vist més a l'estil de les empreses actuals.
El sistema de successió no estava basat en el dret de primogenitura, sinó en la institució coneguda com a tanistry. D'acord amb aquesta institució, un individu del clan (normalment de la família del líder vigent) era escollit per compartir amb el líder la responsabilitat del comandament i succeir-li a la seva defunció.

### Les classes professionals
Les principals classes professionals eren les constituïdes pels juristes, els físics, els arpistes i poetes, o bards; estaven exemptes de servei militar al seu senyor. La majoria d'aquests professionals practicaven només un ofici, però per exemple els Margraths de Munster eren poetes i historiadors, o els O'Duigenans que eren historiadors i músics. Els bards, igual que els druides, posseïen un lloc privilegiat. El cap oficial de cada professió posseïa el nom d'ollave (ollamh), era seleccionat pel senyor del territori i el servia directament a ell.
De totes aquestes professions, l'ofici de poeta era el més antic. Mentre que moltes de les classes professionals van fer la seva aparició a partir del segle xi, la classe dels poetes (aos dana o filleadha) era un vestigi de l'època cèltica precristiana. Aquests poetes eren diferents als mers bards, inferiors a ells i actuaven com els seus assistents. Els poetes treballaven cantant les seves estrofes, mentre un arpista els acompanyava.

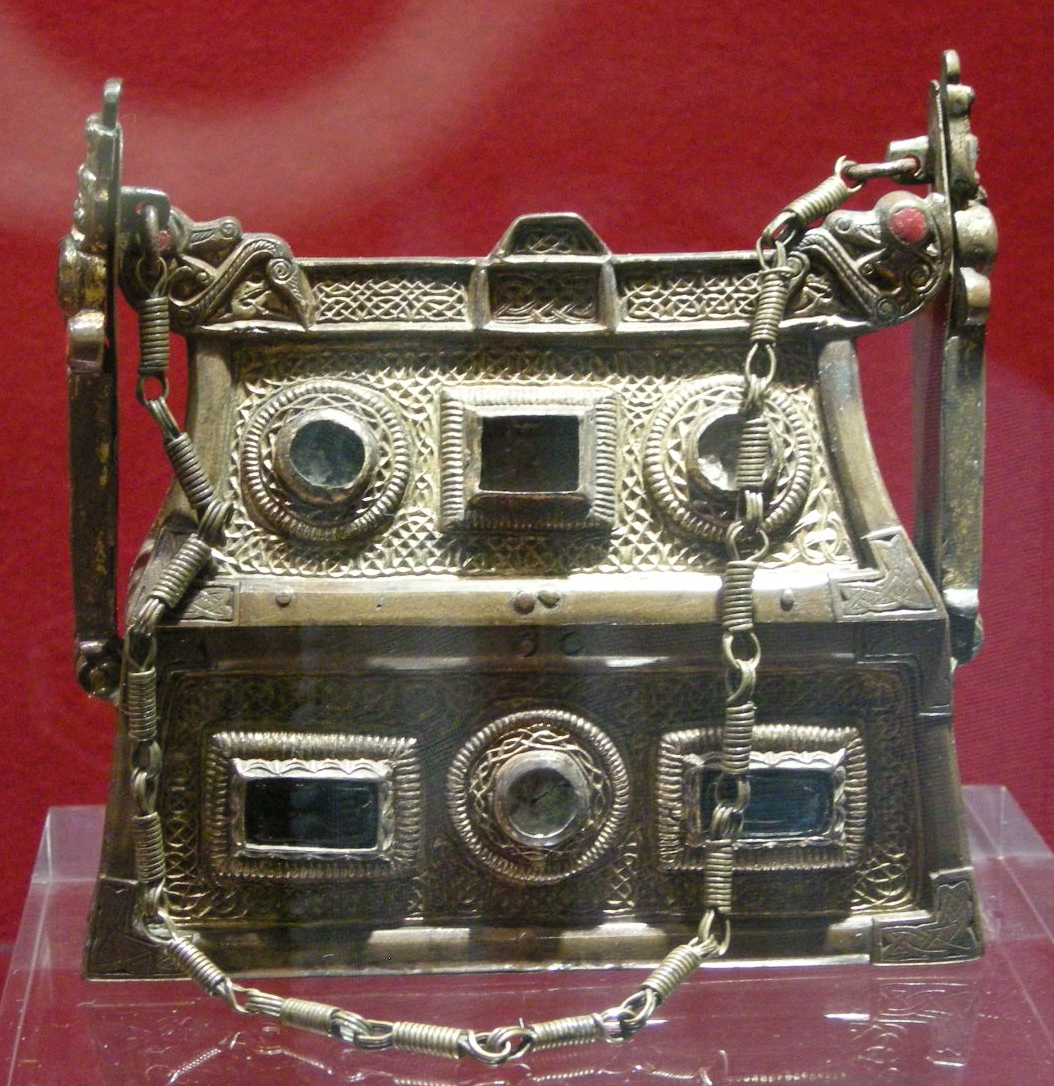
Reliquiari de bronze (s. VII-VIII)
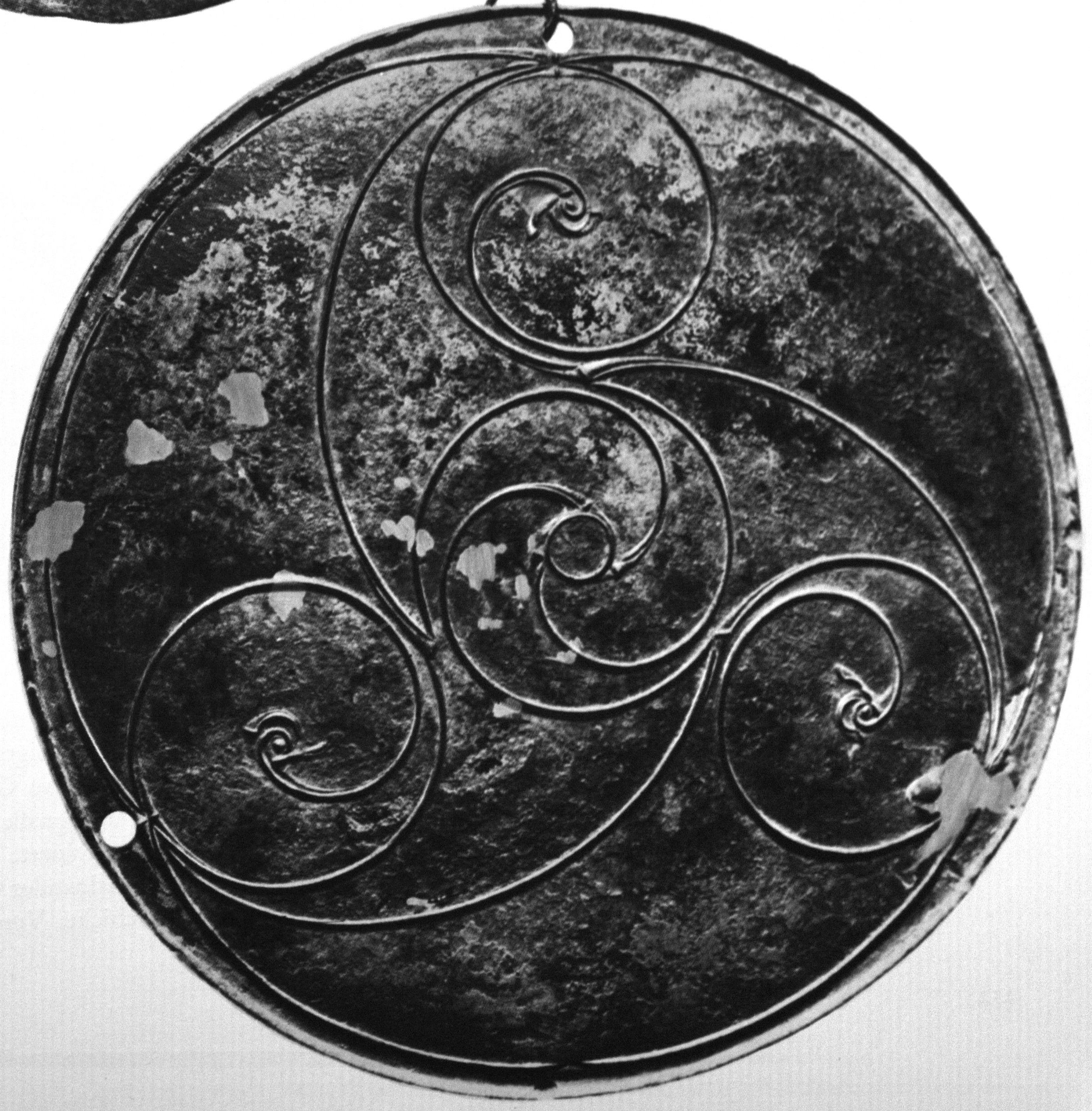
Disc de bronze precristià (Derry)
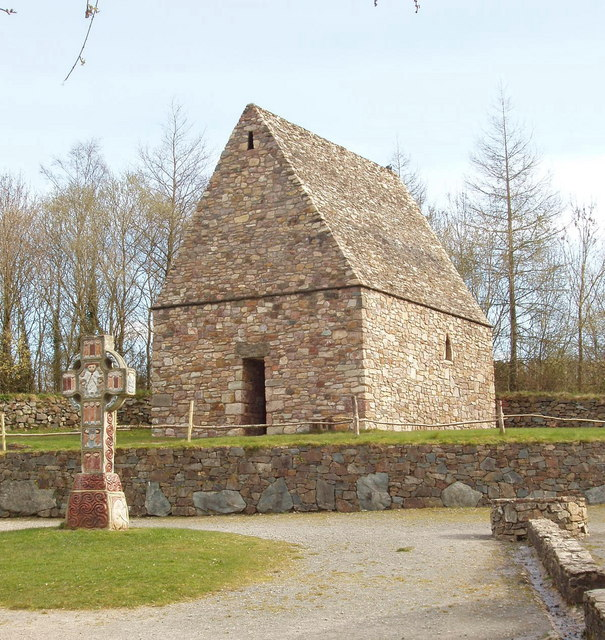
Capella gaèlica prenormanda
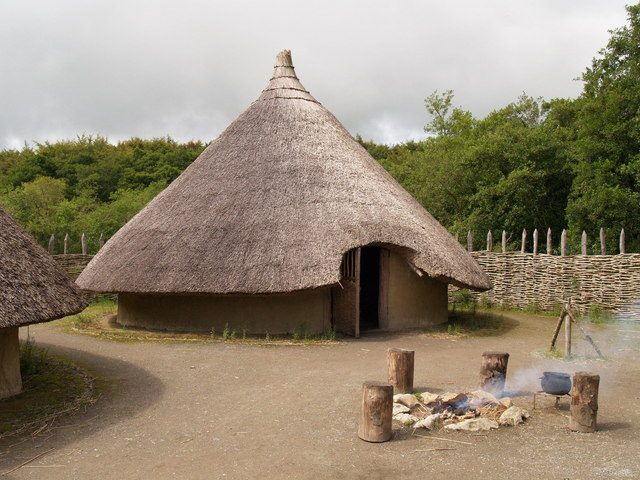
Crannog, casa irlandesa prenormanda

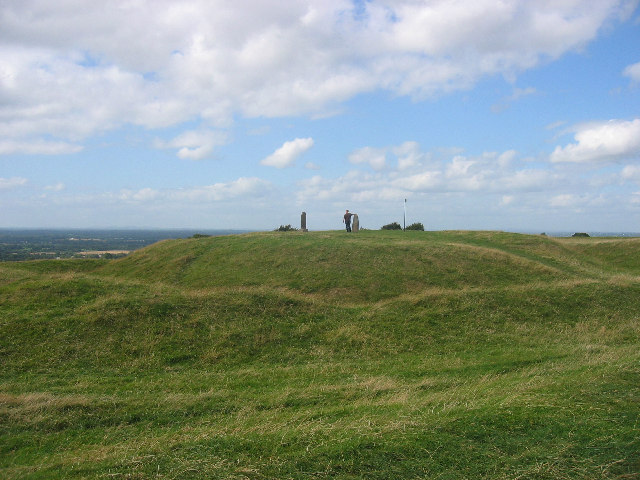
Pujol de Tara, capital d'Irlanda
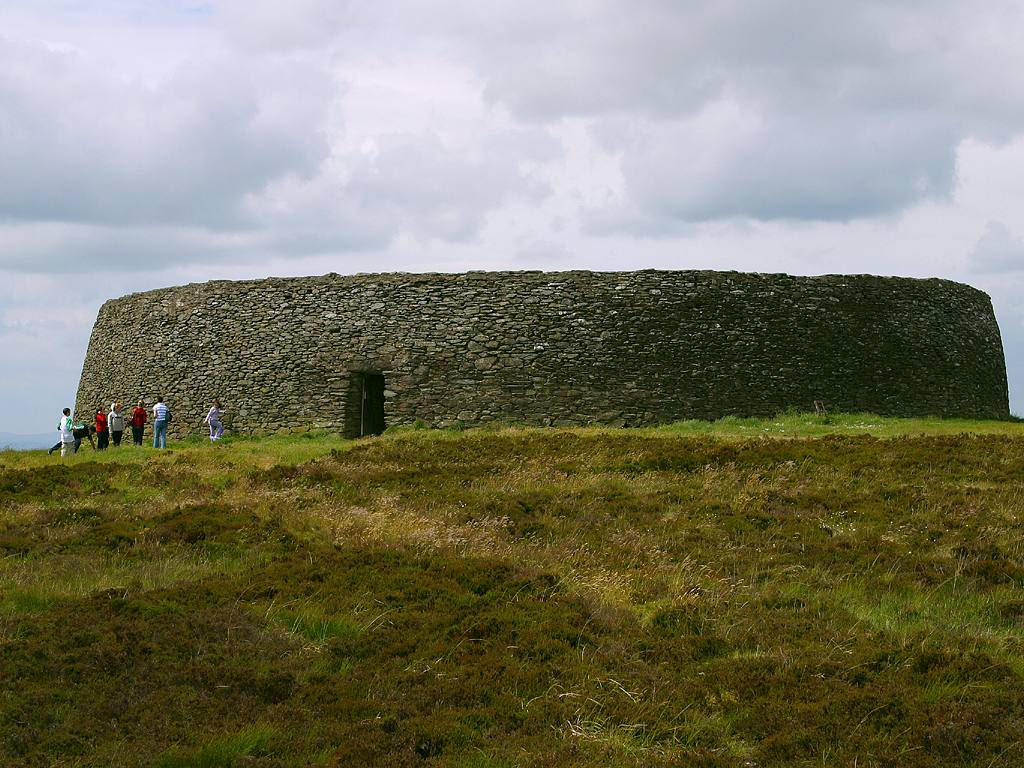
Ringfort de Grianán d'Ailech
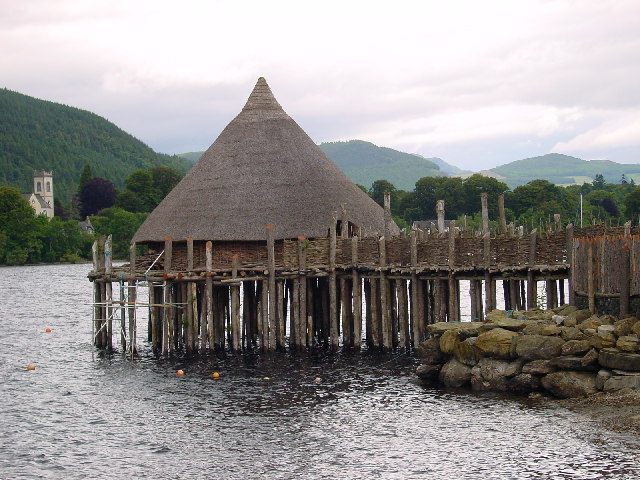
Crannóg a Loch Tay
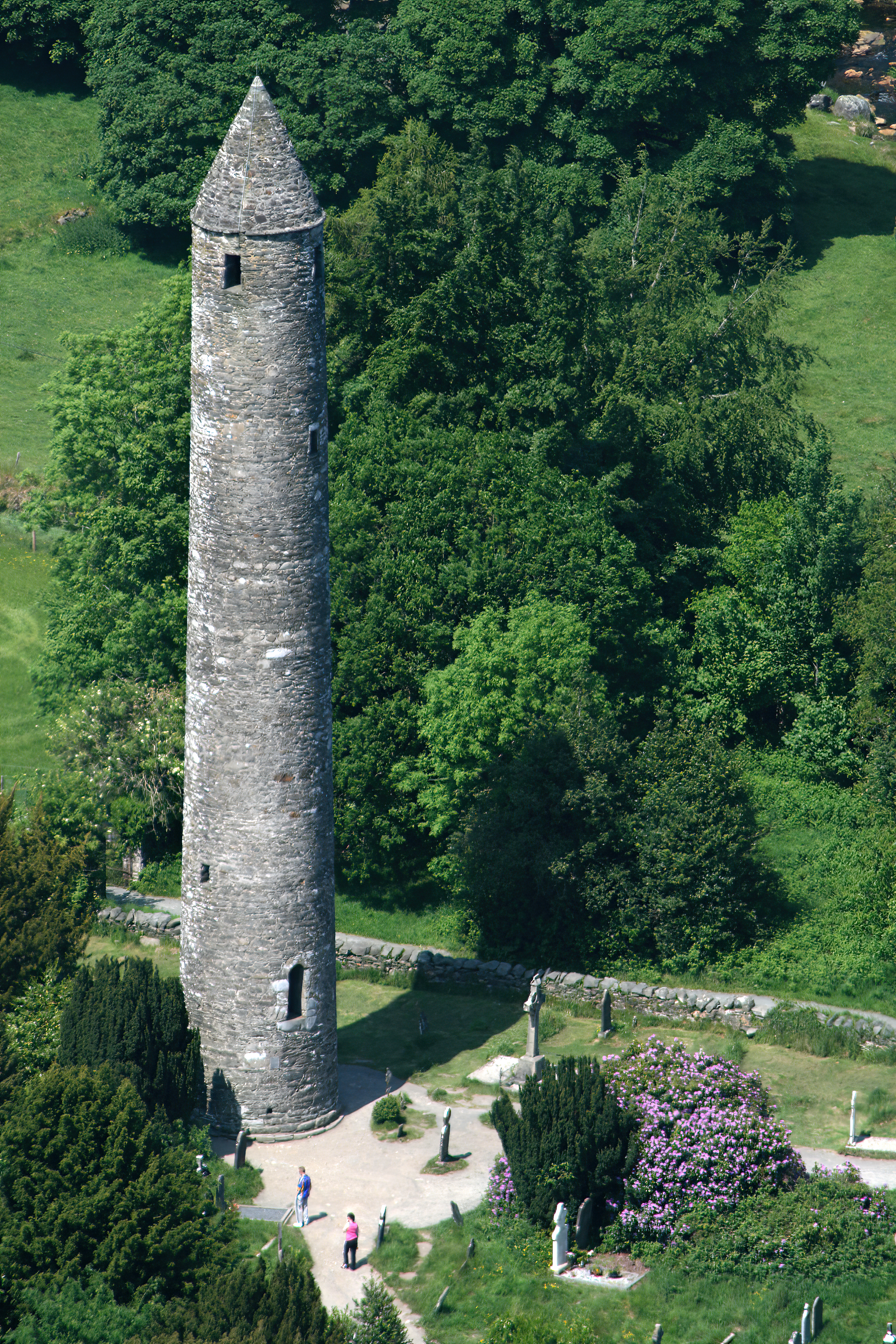
Torre rodona de Glendalough

## La presència vikinga

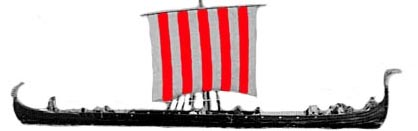
Model d'una típica embarcació vikinga

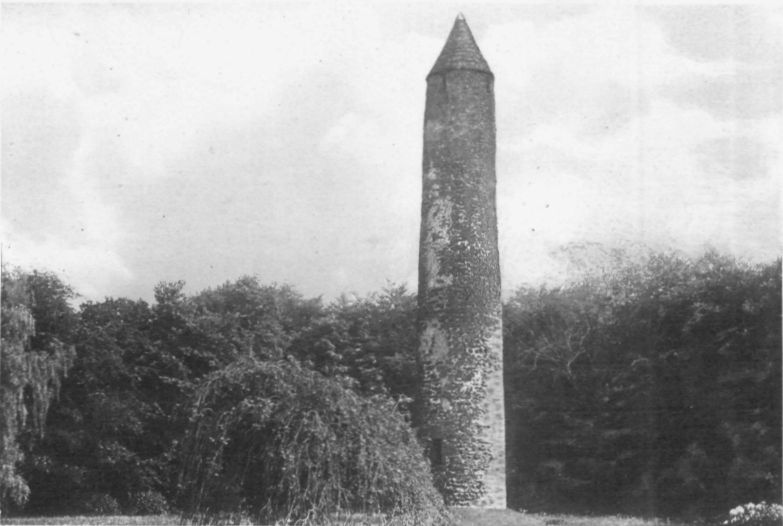
Torre irlandesa al comtat d'Antrim

Thorgest (en llatí: Turgesius) va ser el primer viking a intentar fundar un Regne irlandès. Va pujar pels rius Shannon i Bann i va crear un regne abastant Ulster, Connacht i Meath que va durar des de 831 fins a 845. El 845, va ser assassinat per Malachy (Maelsechlainn), rei de Meath.
El 848, Malachy, llavors gran rei d'Irlanda, va derrotar un exèrcit escandinau a Sciath Nechtain. Sostenint que la seva lluita era aliada de la lluita cristiana contra els pagans, va demanar suport a l'emperador Carles el Calb, encara que sense resultats.
El 852, els vikings Ivar el Desossat i Olaf el Blanc van desembarcar en la costa de Dublín i van establir allí una fortalesa, sobre la qual jeu ara la ciutat de Dublín (de l'irlandès Án Dubh Linn, que significa 'Estany negre'). Aquest moment és generalment considerat com la fundació de la ciutat de Dublín.
Els vikings van fundar diversos altres pobles sobre la costa i, després de diverses generacions, va sorgir un grup mixt d'irlandesos i escandinaus (els així anomenats gall-gaels, gall era la paraula en irlandès per a referir-se als escandinaus). Aquesta influència escandinava es veu reflectida en els noms escandinaus de molts reis irlandesos contemporanis (per exemple, Magnus, Lochlann i Sitric), així com en l'aparença dels residents d'aquestes ciutats costaneres fins a l'actualitat.
El 914, la inestable pau entre irlandesos i escandinaus va culminar en una extensa guerra. Els descendents d'Ivar el Desossat van establir una duradora dinastia assentada a Dublín, des d'on va tenir èxit en la conquesta de la resta de l'illa. Aquest regnat va ser finalment derogat pels esforços conjunts de Máel Sechnaill mac Domnaill, rei de Meath i el famós Brian Boru, que posteriorment es va convertir en gran rei d'Irlanda.
Una teoria popular postula que les famoses torres irlandeses van ser creades per aixoplugar-se dels atacs vikings. Si un lloc d'observació fixat a la torre albirava una força vikinga, la població local (o almenys el clergue) l'obstaculitzava i usava una escala que es podia aixecar des de dins. Les torres podien haver estat usades per a emmagatzemar relíquies religioses i altres objectes de valor.
Malgrat alliberar-se d'invasions estrangeres durant segle i mig, les guerres inter-dinàstiques van continuar esgotant els recursos i energies dels irlandesos.

## La invasió cambronormanda

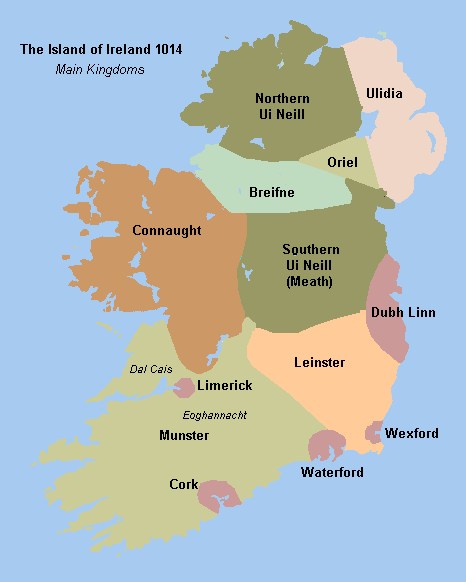
Regnes irlandesos abans de la invasió normanda (1014)

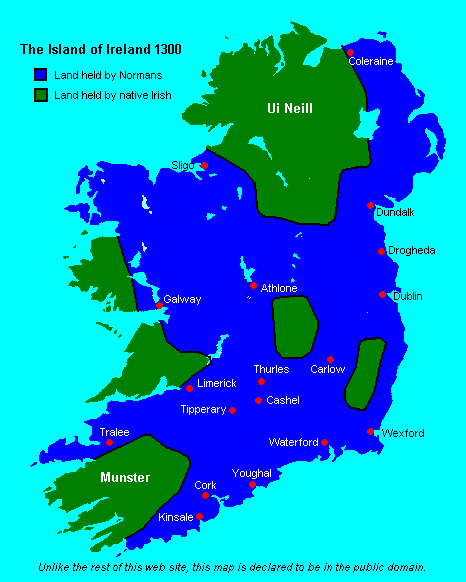
Irlanda en el 1300, els territoris verds són els poblats pels pobles cèltics, els blaus els governats per normands

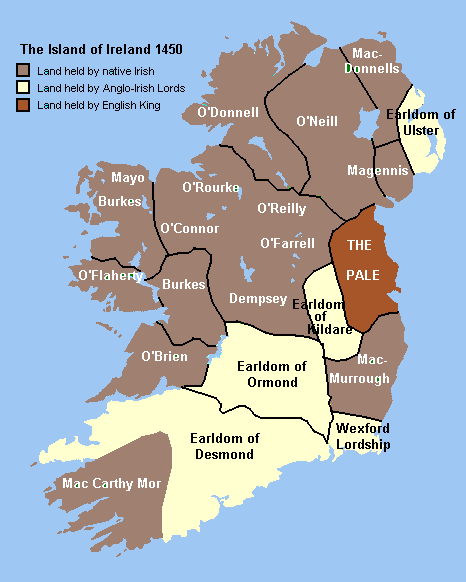
Irlanda el 1450, el territori poblat per celtes està pintat de verd, el dels normandocèltics, descendents dels cambronormands en blau i el de les forces angleses en vermell

Des que Irlanda fos cristianitzada en el segle vi dC, l'illa va rebutjar el poder del Vaticà en assumptes religiosos i no pagava delmes a Roma. El papa Adrià IV, l'únic papa anglès, va emetre una butlla papal el 1155 atorgant-li a Enric II d'Anglaterra l'autorització per envair Irlanda en resposta a no reconèixer el dret romà. Els següents reis titulars anglesos van mantenir la sobirania del Vaticà sobre l'illa.
El 1166, després de quedar-se sense la protecció del «rei suprem» Muirchertach MacLochlainn, el rei de Leinster, Diarmait Mac Murchada, va ser exiliat de l'illa per una confederació de forces irlandeses sota el nou «rei suprem», Ruaidhiri mac Tairrdelbach Ua Conchobair. Escapant primer a Bristol i després a Normandia, Diarmait va obtenir el permís d'Enric II d'Anglaterra per usar els seus soldats en la campanya de recuperació del seu regne. El següent any ja n'havia obtingut el favor i, el 1169, les forces cambronormandes, gal·leses i flamenques desembarcaven a l'illa, reprenent veloçment Leinster i les ciutats de Waterford i Dubh Linn. El líder de l'exèrcit cambronormand, Richard de Clare, es va casar amb la filla de Diarmait, Aoife, i va ser nomenat hereu del Regne de Leinster. Això va causar la consternació d'Enric II, que no veia bé l'establiment d'un regne cambronormand a Irlanda. Per això, va acordar visitar Leinster per establir-hi la seva autoritat.
Enric va desembarcar el 1171, proclamant Waterford i Dubh Linn ciutats reials. El successor d'Adrià IV, Alexandre III, va ratificar la sobirania d'Enric d'Irlanda el 1172. El tractat de Windsor de 1175 entre Enric d'Anglaterra i Ruaidhirí mantenia Ruaidhirí com a «rei suprem d'Irlanda» però especificava el govern d'Enric II a Leinster, Meath i Waterford. De tota manera, una vegada que Diarmait i Richard de Clare van morir, Enric va tornar a Irlanda i Ruadhirí, no podent contenir els seus vassalls, va perdre ràpidament el control de l'illa.
Enric li va cedir la seva part d'Irlanda al seu fill el 1185, obsequiant-lo amb el títol de senyor d'Irlanda. Est va mantenir el nou títol, però el Regne d'Anglaterra i el senyoriu d'Irlanda van constituir territoris legals i personalment separats. De tota manera, quan Joan inesperadament va succeir al seu germà com a rei d'Anglaterra el 1199, el senyoriu d'Irlanda va perdre bona part del seu territori en la seva unió personal amb el Regne d'Anglaterra.
El 1261, la debilitat del senyoriu anglonormand es va posar de manifest després d'una sèrie de derrotes militars. En aquesta situació caòtica, els senyors locals irlandesos reconquistaren grans extensions de terra. La invasió d'Edward Bruce en el 1315-18, sumada a la gran fam d'aquests anys, va afeblir l'economia normanda. La pesta negra va arribar a Irlanda el 1348. Atès que molts dels ciutadans anglesos i normands d'Irlanda habitaven a les ciutats, la plaga els va afectar més a ells que als nadius irlandesos, que vivien en assentaments rurals. Després que hagués passat, la llengua gaèlica i els costums irlandesos van tornar a dominar el país. El terreny controlat pels anglesos es va reduir fins a la Palissada, una àrea fortificada al voltant de Dublín. Fora de la Palissada, els senyors hiberno-normands es casaven amb famílies gaèliques, adoptaven la cultura irlandesa i s'aliaven amb els nadius en assumptes militars i polítics en què es respectés el senyoriu d'Irlanda.
Per tractar de frenar aquest procés de gaelització, les autoritats de la Palissada van promulgar els Estatuts de Kilkenny el 1366, vetant als descendents d'anglesos la possibilitat d'aprendre irlandès, vestir amb abillaments irlandesos o practicar l'exogàmia, casant-se amb nadius irlandesos. El govern de Dublín posseïa poca autoritat real. Al final del segle xv, l'autoritat central anglesa havia desaparegut del tot. Els interessos d'Anglaterra es van bolcar en altres assumptes, com la Guerra dels Cent Anys o la Guerra de les Dues Roses. Al voltant del país, els senyors locals cèltics o normandocèltics van començar a expandir els seus territoris i els seus poders a costa del govern de Dublín.

## Fi de l'ordre cèltic
El 1536, Enric VIII d'Anglaterra va decidir conquerir Irlanda i tornar a col·locar-la sota el govern anglès. La dinastia Fitzgerald de Kildare, que havia exercit domini efectiu sobre el senyoriu d'Irlanda des del segle xv s'havia convertit en un aliat poc fiable i Enric va resoldre tornar a posar Irlanda sota el govern anglès per evitar que Irlanda es convertís en epicentre de futures rebel·lions o invasions estrangeres a Anglaterra, emprant per a això la política de rendició i re-concessió de terres.
El 1541, Enric VIII va elevar la categoria d'Irlanda de senyoriu a regne, en part com a resposta al canvi en les seves relacions amb el Vaticà, que encara posseïa sobirania espiritual sobre Irlanda. Enric va ser proclamat rei d'Irlanda aquest mateix any al Parlament irlandès, en una reunió a la qual van assistir conjuntament per primera vegada tant caps gaèlics com l'aristocràcia hiberno-normanda.
Amb les institucions governamentals establertes, el següent pas va ser aconseguir el control efectiu dels territoris pertanyents al Regne d'Irlanda. Aquest procés va durar gairebé un segle i s'hi van alternar períodes de guerra i de pau entre les successives generacions d'administradors anglesos i nobles gaèlics i anglesos vells. Va caldre esperar fins als regnats d'Elisabet I d'Anglaterra i Jaume I per contemplar una Irlanda sotmesa totalment a la corona anglesa.
La fugida el 1607 d'Aodh Mór O Néill, comte de Tyrone i Rudhraighe O Domhnaill, comte de Tyrconnell, després de la Guerra dels Nou Anys i la derrota irlandesa a Kinsale el 1601 marca la fi de la Irlanda gaèlica. Després d'aquests fets, es va consolidar la conquesta Tudor d'Irlanda i el camí per la colonització de l'Ulster va quedar aplanat. A partir de llavors, les forces angleses a Dublín van poder exercir un domini real sobre Irlanda, acabant progressivament amb la resistència dels caps nadius.